# 3407-es busz
A 3407-es jelzésű regionális autóbuszvonal Eger, Noszvaj és innen szétválva Bükkzsérc, valamint Szomolya között húzódik, amelyet a MÁV Személyszállítási Zrt. üzemeltet. Eger belterületén helyijáratiként is igénybe vehető.

## Története
Eger város helyi autóbuszhálózatának újjászervezése után, 2023. augusztus 12-én megalakult a 3407-es autóbuszvonal is, mely Egri helyijáratként igénybe vehető a Tompa utcai Volán-telep és a Vécsey-völgyig tartó szakaszon. Az autóbuszvonal vonalvezetése az egri 7-es, 7A-s és 17-es helyijáratokat kívánja helyettesíteni.
Ezzel a változtatással több 3415-ös és 3417-es buszjáratot helyettesítenek, melyek a célállomásokra vezetnek.

## Útvonala
Az autóbuszvonal Heves vármegye megyeszékhelyét és a tőle 20, valamint 25 kilométerre fekvő Borsod-Abaúj-Zemplén vármegyei Bükkzsércet és Szomolyát köti össze, útvonalára fűzve Noszvaj, valamint a bükkzsérci járatok Bogács és Cserépfalu településeket.
A járatok minden állomáson és megállóhelyen megállnak (beleértve az egri helyijáratoknak fenntartottakat is). Egeren belül Maklárihóstyán és a Vécsey-völgyön mennek keresztül (egy járat továbbközlekedik Lajosvárosba), majd közúton haladnak Noszvajra. Egy indítás a község üdülőterületét is bejárja, de az autóbuszjáratok Noszvajon belül ágaznak kétfelé.
A járatok egyik része a Noszvajjal szomszédos Szomolyára közlekedik, egészen a mezőgazdálkodási telepéig. Eger és Szomolya kapcsolata a 3415-ös buszjáratokkal van jelen, de a 3418-as és a 4016-os buszok is továbbközlekednek Mezőkövesdre. Egykor távolsági járat is ingázott erre 1382-es jelzéssel Miskolcig.
- vonalhossz: 20.3–21.5 km
- megállóhelyek: 27–28 db
- menetidő: 35–44 perc

A járatok másik része Bogácsra megy tovább, ahonnan Cserépfalura jutnak el, végül a Bükk déli felén fekvő Bükkzsércre. Eger és Bükkzsérc kapcsolata a 3417-es buszjáratokkal van jelen, de a 4023-as buszok a járásközpontba vezetnek innen.
- vonalhossz: 29.5–30.7 km
- megállóhelyek: 29–33 db
- menetidő: 50–54 perc

## Közlekedése
Az autóbuszjáratok a hét minden napján közlekednek, azonban csak reggelente és délutánonként, esténként.
| Viszonylat                              | Indításszám | Közlekedési rend |
| --------------------------------------- | ----------- | ---------------- |
| Eger, Tompa u. ⭠ Bükkzsérc, aut. ford.  | 1 vissza    | munkanaponta     |
| Eger, aut. áll. – Bükkzsérc, aut. ford. | 1 vissza    | munkanaponta     |
| Eger, aut. áll. – Bükkzsérc, aut. ford. | 2 pár       | hétvégente       |
| Eger, aut. áll. – Szomolya, major       | 2 oda       | munkanaponta     |
| Eger, aut. áll. – Szomolya, major       | 2 vissza    | hétvégente       |

## Megállóhelyei
| Munkanaponta 1 járat által érintett az Autóbusz-állomás helyett. |    |                                             |         |         | |
| ∫                                                                | ∫  | Eger, Tompa utca végállomás                 | ∫       | ∫       | 3A, 6, 11, 12, 13, 14, 14E, 16, 112, 113, 914 1050, 1051, 1053, 1054, 1343, 1346, 1348, 1362, 1380, 1402, 1427, 1466, 1517 3402, 3408, 3410, 3411, 3414, 3423, 3424, 3426, 3430, 3431, 3432, 3433, 3434, 3435, 3436, 3440, 3441, 3442, 3443, 3444, 3445, 3446, 3448, 3472, 3479, 3482, 3484, 3667, 4011, 4015, 4157 |
| ∫                                                                | ∫  | Eger, Aradi út                              | ∫       | ∫       | 3A, 6, 11, 12, 13, 14, 14E, 16, 112, 113, 914 3410, 3414, 3435, 4157 |
| ∫                                                                | ∫  | Eger, Nagyváradi út                         | ∫       | ∫       | 3A, 6, 11, 12, 13, 14, 14E, 16, 112, 113, 914 1050, 1346, 1380, 1427, 1517 3402, 3408, 3410, 3411, 3414, 3423, 3430, 3431, 3433, 3435, 3442, 3443, 3445, 4011, 4015, 4157 |
| ∫                                                                | ∫  | Eger, Galagonyás utca                       | ∫       | ∫       | 3A, 6, 11, 12, 13, 14, 14E, 16, 112, 113, 914 3410, 3414, 4157 |
| ∫                                                                | ∫  | Eger, Széna tér                             | ∫       | ∫       | 3A, 6, 11, 12, 13, 14, 14E, 16, 112, 113, 914 3410, 4157 |
| ∫                                                                | ∫  | Eger, Koháry út                             | ∫       | ∫       | 13, 113 1049 3441, 3450, 3454, 3455, 3456, 3457, 3458, 3462, 3469, 3660 |
| ∫                                                                | ∫  | Eger, Agria Park                            | ∫       | ∫       | 7, 7A, 13, 17, 113 3454 |
| ∫                                                                | ∫  | Eger, Törvényszék                           | ∫       | ∫       | 7, 7A, 17 |
| 0                                                                | 0  | Eger, autóbusz-állomás vonalközi végállomás | 0.0 km  | 0.0 km  | 2, 2A, 4, 5, 5A, 6, 7, 7A, 11, 12, 14, 14E, 16, 17, 112, 914 1049, 1050, 1051, 1053, 1054, 1343, 1344, 1346, 1347, 1348, 1349, 1351, 1352, 1362, 1380, 1383, 1426, 1427, 1428, 1447, 1466, 1468, 1517 3400, 3402, 3403, 3405, 3406, 3408, 3409, 3410, 3411, 3412, 3414, 3415, 3416, 3417, 3418, 3419, 3420, 3423, 3424, 3426, 3430, 3431, 3432, 3433, 3434, 3435, 3440, 3441, 3442, 3443, 3444, 3445, 3446, 3448, 3450, 3455, 3456, 3457, 3458, 3462, 3469, 3470, 3471, 3472, 3473, 3474, 3476, 3479, 3480, 3481, 3482, 3483, 3484, 3488, 3604, 3660, 3667, 4012, 4014, 4015, 4157 |
| 1                                                                | 1  | Eger, Bazilika (↓)                          | 0.3 km  | 0.3 km  | 2, 2A, 4, 5, 5A, 6, 7, 7A, 11, 12, 14, 14E, 16, 17, 112, 914 3405, 3406, 3410, 4157 |
| 2                                                                | 2  | Eger, Egyetem                               | 0.6 km  | 0.6 km  | 4, 5, 5A, 6, 16, 914 3405, 3406, 3415, 3416, 3417, 3418, 4012 |
| 3                                                                | 3  | Eger, Egészségház utca (↓)                  | 0.9 km  | 0.9 km  | 4, 5, 5A, 6, 16, 914 3405, 3406 |
| 4                                                                | 4  | Eger, uszoda (↓) Eger, Szarvas tér (↑)      | 1.2 km  | 1.2 km  | 4, 5, 5A, 6, 16, 914 3405, 3406, 3415, 3416, 3417, 3418, 4012 |
| 5                                                                | 5  | Eger, Gárdonyi ház                          | 2.2 km  | 2.2 km  | 3A 3415, 3416, 3417, 3418, 4012 |
| 6                                                                | 6  | Eger, Egervár vasúti megállóhely            | 2.5 km  | 2.5 km  | 3A, 7, 7A, 17 3415, 3416, 3417, 3418, 4012 személyvonat – Egervár (87) |
| 7                                                                | 7  | Eger, Egri csillagok utca                   | 2.9 km  | 2.9 km  | 3A, 7, 7A, 17 |
| 8                                                                | 8  | Eger, Vécsey-völgy                          | 3.5 km  | 3.5 km  | 3A, 7, 7A, 17 3415, 3416, 3417, 3418, 4012 |
| 9                                                                | 9  | Eger, Lovastanya                            | 4.6 km  | 4.6 km  | 3415, 3416, 3417, 3418, 4012 |
| 10                                                               | 10 | Eger, Csomóstanya                           | 5.4 km  | 5.4 km  | 3415, 3416, 3417, 3418 |
| 11                                                               | 11 | Eger, Nagy-Eged dűlő                        | 6.6 km  | 6.6 km  | 3415, 3416, 3417, 3418 |
| 12                                                               | 12 | Szőlőcskei elágazás                         | 7.8 km  | 7.8 km  | 3415, 3416, 3417, 3418 |
| 13                                                               | 13 | Szőlőcskei rakodó                           | 8.7 km  | 8.7 km  | 3415, 3416, 3417, 3418 |
| 14                                                               | 14 | Noszvaj, várhegyi elágazás                  | 10.4 km | 10.4 km | 3415, 3416, 3417, 3418 |
| 15                                                               | 15 | Noszvaj, síkfőkúti elágazás                 | 11.2 km | 11.2 km | 3415, 3416, 3417, 3418, 4012 |
| Munkanaponta 1 járat által érintett.                             |    |                                             |         |         | |
| ∫                                                                | ∫  | Noszvaj, Síkfőkút Hotel                     | ∫       | ∫       | 3415, 3418 |
| ∫                                                                | ∫  | Noszvaj, Bükk Panzió                        | ∫       | ∫       | 3415, 3418 |
| ∫                                                                | ∫  | Noszvaj, Béke út 34.                        | ∫       | ∫       | 3415, 3418 |
| 16                                                               | 16 | Noszvaj, Kossuth út 83.                     | 12.2 km | 12.2 km | 3415, 3416, 3417, 3418, 4012 |
| 17                                                               | 17 | Noszvaj, faluközpont                        | 12.7 km | 12.7 km | 3415, 3416, 3417, 3418, 4012 |
| ∫                                                                | 18 | Noszvaj, De La Motte kastély                | ∫       | 13.1 km | 3416, 3417, 4012 |
| ∫                                                                | 19 | Noszvaj, Szomolyai út 24.                   | ∫       | 13.7 km | 3415, 3418 |
| ∫                                                                | 20 | Noszvaj, idősek otthona                     | ∫       | 14.3 km | 3415, 3418 |
| ∫                                                                | 21 | Noszvaj, Oxigén Hotel                       | ∫       | 15.3 km | 3415, 3418 |
| ∫                                                                | 22 | Szomolya, Árpád út                          | ∫       | 17.4 km | 3415, 3418, 4016 |
| ∫                                                                | 23 | Szomolya, Kossuth utca 67.                  | ∫       | 17.8 km | 3415, 3418, 4016 |
| ∫                                                                | 24 | Szomolya, községháza                        | ∫       | 18.3 km | 3415, 3418, 4016 |
| ∫                                                                | 25 | Szomolya, Széchenyi út                      | ∫       | 19.0 km | 3415, 3418, 4016 |
| ∫                                                                | 26 | Szomolya, újtelep                           | ∫       | 19.5 km | 3415, 3418, 4016 |
| ∫                                                                | 27 | Szomolya, major végállomás                  | ∫       | 20.3 km | 3415 |
| 18                                                               | ∫  | Noszvaj, Deák Ferenc út 77.                 | 13.5 km | ∫       | 3416, 3417, 4012 |
| 19                                                               | ∫  | Bogács, gyógyfürdő                          | 18.2 km | ∫       | 3416, 3417, 3746, 4012 |
| Munkanaponta 1; hétvégente 4 járat által érintett.               |    |                                             |         |         | |
| ∫                                                                | ∫  | Bogács, autóbusz-váróterem                  | ∫       | ∫       | 3416, 3417, 3746, 4012, 4023 |
| ∫                                                                | ∫  | Bogács, alsó                                | ∫       | ∫       | 3416, 3417, 3746, 4012, 4023 |
| ∫                                                                | ∫  | Bogács, autóbusz-váróterem                  | ∫       | ∫       | 3416, 3417, 3746, 4012, 4023 |
| 20                                                               | ∫  | Bogács, felső                               | 18.8 km | ∫       | 3417, 4023 |
| 21                                                               | ∫  | Cserépfalu, tiszti lakás                    | 21.8 km | ∫       | 3417, 4023 |
| 22                                                               | ∫  | Cserépfalu, Kossuth út 44.                  | 22.2 km | ∫       | 3417, 4023 |
| 23                                                               | ∫  | Cserépfalu, autóbusz-váróterem              | 22.9 km | ∫       | 3417, 4023 |
| 24                                                               | ∫  | Cserépfalu, Kossuth út 192.                 | 23.4 km | ∫       | 3417, 4023 |
| 25                                                               | ∫  | Hórvölgyi útelágazás                        | 24.3 km | ∫       | 3417, 4023 |
| 26                                                               | ∫  | Bükkzsérc, József Attila út 1.              | 26.1 km | ∫       | 3417, 4023 |
| 27                                                               | ∫  | Bükkzsérc, kultúrház                        | 26.9 km | ∫       | 3417, 4023 |
| 28                                                               | ∫  | Bükkzsérc, autóbusz-forduló végállomás      | 27.5 km | ∫       | 3417, 4023 |